# Sudamerlycaste cinnabarina
Sudamerlycaste cinnabarina är en orkidéart som först beskrevs av John Lindley och J.C.Stevens, och fick sitt nu gällande namn av Fredy Archila. Sudamerlycaste cinnabarina ingår i släktet Sudamerlycaste och familjen orkidéer. Inga underarter finns listade i Catalogue of Life.